# Balai Nan Duo
Balai Nan Duo is een bestuurslaag in het regentschap Payakumbuh van de provincie West-Sumatra, Indonesië. Balai Nan Duo telt 1707 inwoners (volkstelling 2010).